# Friedrich Ludwig von Medem
Friedrich Ludwig von Medem (* 6. August 1799 in Schötmar; † 31. März 1885 in Bad Homburg; vollständiger Name Friedrich Ludwig Karl Freiherr von Medem) war ein deutscher Archivar und Historiker.

## Leben
Friedrich Ludwig von Medem besuchte das Archigymnasium Soest und die Kadettenanstalt in Berlin. Dort trat er auch in den preußischen Militärdienst, aus dem er 1824 als Leutnant seinen Abschied nahm. Er studierte von 1825 bis 1827 in Berlin Rechtswissenschaften. 1827 ging er nach Stettin, wo er der erste hauptamtliche Archivar des neugegründeten Provinzialarchivs wurde und bis 1846 tätig war. Seine zunächst kommissarische Anstellung wurde 1830 in eine feste umgewandelt. Von 1831 bis 1834 war er gleichzeitig Sekretär der Gesellschaft für pommersche Geschichte und Altertumskunde. In den Jahren 1843 bis 1846 wurde Medem als Archiv-Sekretär bei der Auseinandersetzung des Reichskammergerichts in Wetzlar tätig. 1844 wurde ihm der Titel Archivrat verliehen. 1844 wurde er außerdem korrespondierendes Mitglied der Gesellschaft für Geschichte und Altertumskunde der Ostseeprovinzen Russlands.
Friedrich Ludwig von Medem, der in seiner Amtszeit wiederholt aus gesundheitlichen Gründen Urlaub nehmen musste, suchte 1846 wegen einer Augenkrankheit um seine Entlassung aus dem Dienst nach. 1847 wurde er pensioniert. Er ging nach Westfalen, wo er sich weiter mit dem Archivwesen beschäftigte. Medem legte eine Privatsammlung historischer Dokumente an. In seinem Nachlass, der im Homburger Stadtarchiv aufbewahrt wird, wurde die älteste bekannte Stadtansicht Münsters gefunden.
Medem veröffentlichte verschiedene Schriften zur Geschichte Pommerns, unter anderem in den Baltischen Studien. Von 1834 bis 1836 gab er mit den Archivaren Ludwig Franz Hoefer aus Berlin und Heinrich August Erhard aus Münster die „Zeitschrift für Archivkunde, Diplomatik und Geschichte“ in zwei Bänden heraus.

## Werke (Auswahl)
- Das Königliche Provinzial-Archiv zu Stettin, in: Zeitschrift für Archivkunde, Diplomatik und Geschichte, Band 2, Hamburg 1835, S. 29–119 (Google Books).
- Beiträge zur Geschichte des Klosters Gerbstedt. in: Neue Mitteilungen aus dem Gebiete historisch-antiquarischer Forschungen. Hrsg. Thüringisch-Sächsischer Verein für Erforschung des vaterländischen Altertums und Erhaltung seiner Denkmale. Band 3, Halle 1836 (Google Books).
- Geschichte der Einführung der evangelischen Lehre im Herzogtum Pommern. Nebst einer Sammlung erläuterter Beilagen. Greifswald 1837. (Google Books).
- Thomas Kanzow’s Chronik von Pommern in hochdeutscher Sprache. Aus der Handschrift des Verfassers herausgegeben vom L. F. von Medem, Anklam 1842. (Google Books).
- (gemeinsam mit  Karl Friedrich Wilhelm Hasselbach und  Johann Gottfried Ludwig Kosegarten)  Codex Pomeraniae Diplomaticus. Band 1, Koch, Greifswald 1843. (Google Books).